# Château-Garnier
Château-Garnier ist eine französische Gemeinde mit 601 Einwohnern (Stand: 1. Januar 2022) im Département Vienne in der Region Nouvelle-Aquitaine (vor 2016: Poitou-Charentes). Sie gehört zum Arrondissement Montmorillon und zum Kanton Civray (bis 2015: Kanton Gençay). Die Einwohner werden Castelgarnerois genannt.

## Geographie
Château-Garnier liegt etwa 45 Kilometer südsüdöstlich von Poitiers am Fluss Clain. Das Gemeindegebiet wird im Osten auch vom Drion durchquert. Umgeben wird Château-Garnier von den Nachbargemeinden La Ferrière-Airoux im Norden und Nordwesten, Saint-Secondin im Norden und Nordosten, Usson-du-Poitou im Osten, Payroux und Joussé im Südosten, La Chapelle-Bâton im Süden, Saint-Romain im Südwesten sowie Sommières-du-Clain im Westen.

## Bevölkerungsentwicklung
| Jahr                      | 1962 | 1968 | 1975 | 1982 | 1990 | 1999 | 2006 | 2013 |
| Einwohner                 | 1016 | 856  | 771  | 712  | 660  | 600  | 631  | 632  |
| Quelle: Cassini und INSEE |      |      |      |      |      |      |      |      |

## Sehenswürdigkeiten
- Kirche Saint-Maurice (siehe auch: Liste der Monuments historiques in Château-Garnier)
- Herrenhaus Monchandy

## Gemeindepartnerschaften
Seit 1996 besteht eine Ringpartnerschaft und Städtepartnerschaft mit den Städten und Gemeinden
- Amöneburg, Hessen, Deutschland,
- Tragwein, Oberösterreich, Österreich
- Tuoro sul Trasimeno Italien